# 车轮战
车轮战或车轮战术是一种战术，指多個進攻方輪流攻擊同一防禦方，使其疲於應付。

## 其他意思
指棋局或比赛中一人轮流对局多人。

## 语源
这种战术如同车轮不断转动一样，进攻方不断攻击防御方，因此得名车轮战。

## 关联条目
- 车悬